# Joel Glazer
Joel Glazer (* 1970 in Rochester, New York) ist ein US-amerikanischer Unternehmer und Milliardär. Er ist Vorstandsvorsitzender des englischen Fußballklubs Manchester United.

## Allgemeines
Joel Glazer ist Mitglied der Glazer-Familie, die hauptsächlich im Vorstand der First Allied Corporation tätig ist. Gemeinsam mit seinem Bruder Avram ist er der Vorstandsvorsitzende des englischen Fußballklubs Manchester United. Beide wurden von ihrem Vater Malcolm Glazer, dem damaligen Eigentümer des Vereins, in diese Stellung berufen.
Außerdem ist Joel Glazer Vizepräsident der Tampa Bay Buccaneers. Mit dem NFL-Klub gewann er als Vizepräsident den Superbowl im Jahre 2003 und den Superbowl im Jahre 2021.
Am 19. April 2021 wurde bekannt, dass er Vizepräsident der geplanten Super League werden solle. Deren Realisierung scheiterte jedoch bereits am 21. April durch den Rückzug mehrerer als Teilnehmer vorgesehener Vereine.

## Probleme mit Manchester-United-Anhängern
Am 30. Juni 2005 wurden er und sein Bruder Avi von Demonstranten wegen der Übernahme ihres Vereins am Verlassen des Stadions von Manchester United, dem Old Trafford, gehindert. Eine herbeigerufene Polizeieskorte befreite die beiden aus ihrer Lage.